# Belo belo
Albums de Mathieu Sourisseau et Eténèsh Wassié
Yene alem
(2018)
Belo belo est un album du bassiste Mathieu Sourisseau et de la chanteuse Eténèsh Wassié, paru le 5 novembre 2010 sur le label Buda Musique.

## Historique
Belo Belo est un prolongement de Zèraf !, paru en 2007, qui vit la collaboration du groupe Le Tigre (des platanes) avec la chanteuse d'éthio-jazz Eténèsh Wassié. Mathieu Sourisseau, membre du Tigre, décide de poursuivre la réinterprétation et la fusion des styles avec la chanteuse éthiopienne pour ce nouvel album. L'album est suivi d'une tournée de deux ans en France.

## Titres de l'album
1. Burtukan - 6:05
2. Ende Matew Style - 5:32
3. Ambassel - 9:48
4. Gonder c'est bon - 3:48
5. Belo belo belo - 2:49
6. Ayluga - 3:25
7. Zelessenia - 6:24
8. Zeraf - 10:55
9. Tezeta - 4:06
10. Kassa Tezeta - 5:13

## Musiciens ayant participé à l'album
- Eténèsh Wassié : chant
- Mathieu Sourisseau : basse acoustique
- Sébastien Cirotteau : trompette
- Gaspar Claus : violoncelle
- Nicolas Lafourest : guitare
- Alex Piques : batterie